# Хэтчер, Уильям
Уи́льям С. Хэ́тчер (англ. William S. Hatcher; 1935 — 27 ноября 2005) — американский математик и философ.

## Биография
Родился в Шарлотте, Северная Каролина, получил степень бакалавра искусств в Университете Вандербильта в Нашвилле, штат Теннесси; докторскую степень в области математической логики получил в Университете Невшателя в Швейцарии. Математик, философ, педагог. Специалист по философской интерпретации науки и религии, он на протяжении более чем тридцати лет занимал различные должности в университетах и путешествовал с лекциями по Северной Америке, Европе и России, где он прожил в течение 5 лет в Санкт-Петербурге (1993—1998). По вероисповеданию был бахаи (присоединился в 1957 году).
Его память хранят жена Джудит, его трое детей и семь внуков, а также друзья со всего мира.

## Труды
Уильям Хэтчер — автор либо соавтор более чем пятидесяти профессиональных статей, книг и монографий по математическим наукам, логике и философии. Среди его работ:
- «Логические основания математики» (1982)
- Хэтчер, Уильям С.; Мартин, Дж. Дуглас Новая мировая религия : Вера бахаи = The Baha’i Faith: The Emerging Global Religion (1984) — СПб. : Изд. фонд бахаи «Единение», 1995. — 337,[1] с. ISBN 5-87219-016-6 (в 1986 году в Британской Энциклопедии она названа книгой года в религии)
- «Логика и Логос» (1990) (работа «Логики и Логос» включена в философскую энциклопедию Encyclopedie Phylosophique Universelle, где проф. У. Хэтчер перечислен среди восьми философов-платоников XX века)
- «Логическое доказательство существования Бога» (1990) (До сих пор считается актуальной темой среди ученого мира)
- «Любовь, сила и справедливость» (1998)
- «Этика аутентичных отношений»
- «Минимализм: мост между классической философией и Писаниями Бахаи» (2003)